# 欧洲E9公路
欧洲E9公路（E9）是欧洲的一条国际公路，起点为法国奥尔良，终点为西班牙巴塞罗那，全长约967公里。

## 线路
欧洲E9公路穿过以下主要城市：

- 法国：奥尔良 - 维耶尔宗 - 瓦唐 - 沙托鲁 - 利摩日 - 布里夫拉盖亚尔德 - 卡奥尔 - 蒙托邦 - 图卢兹 - 欧特里弗 - 帕米耶 - 富瓦 - 阿克斯莱泰尔姆 - 皮莫朗山口（法语：Col de Puymorens） - 布爾馬當
- 西班牙：普伊格塞爾達 - 阿爾普 - 巴加 - 贝尔加 - 希罗内利亚 - 曼雷萨 - 塔拉萨 - 魯維 - 巴塞罗那